# 練成会グループ

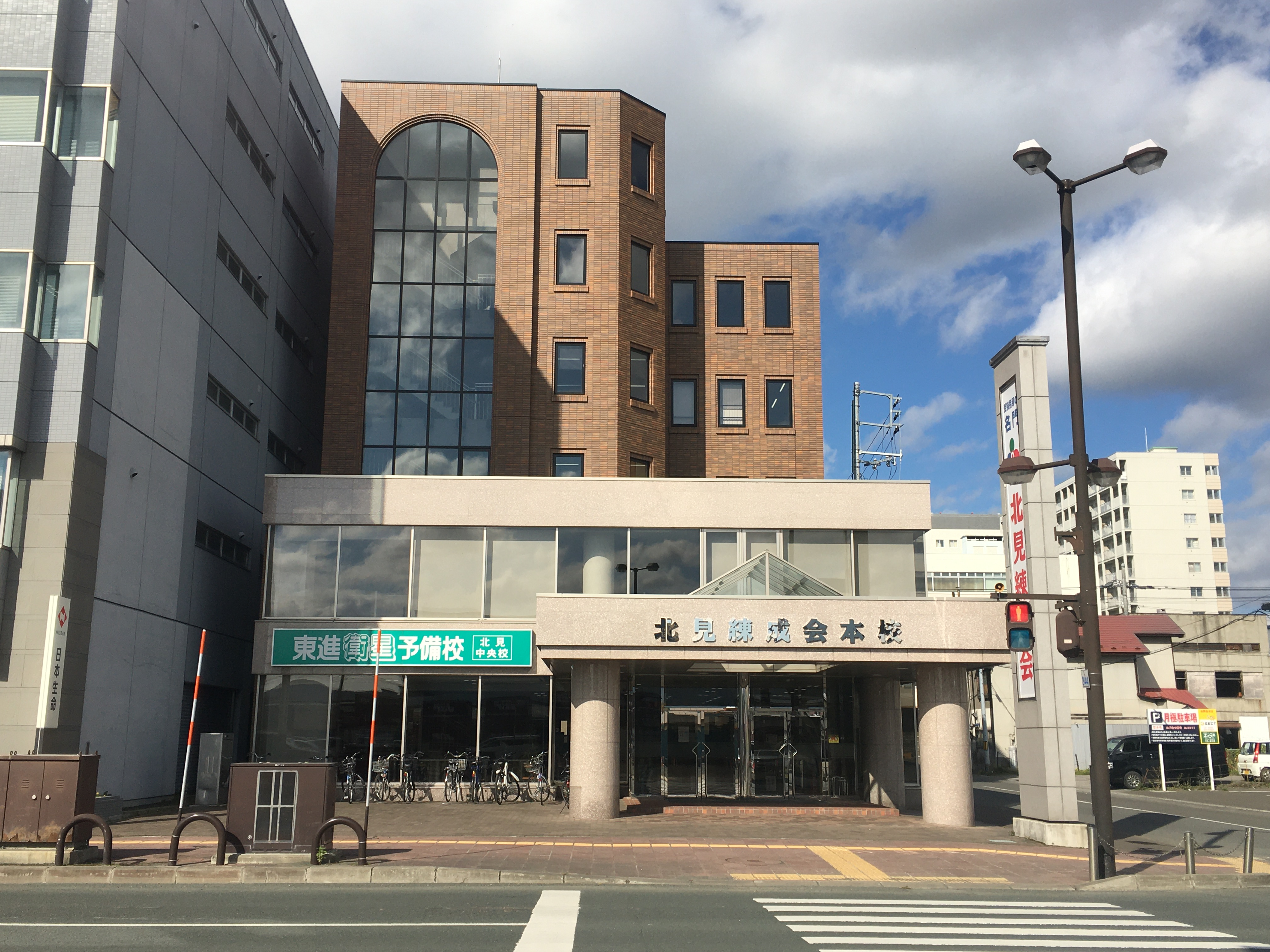
北見練成会（2020年10月）

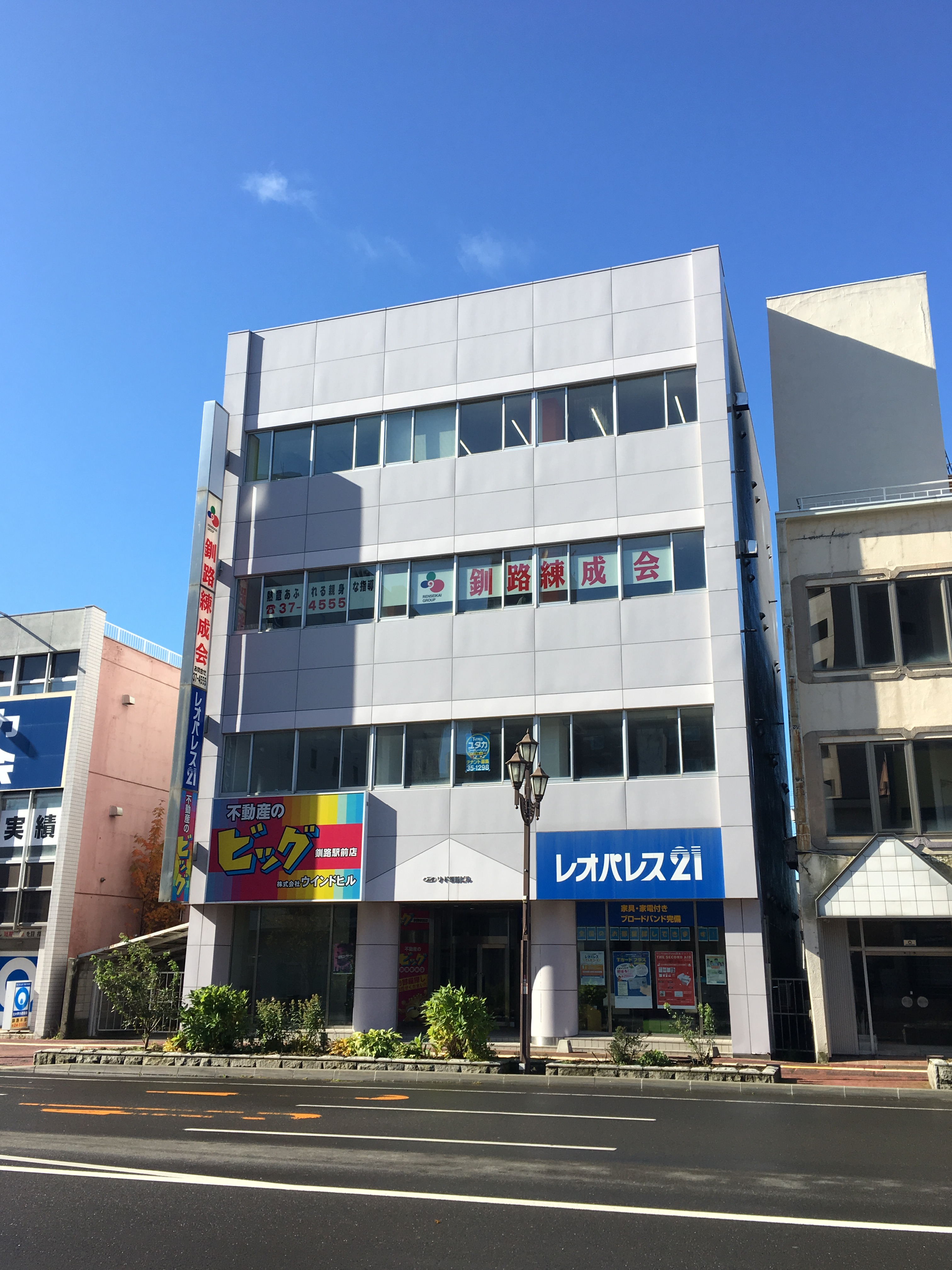
釧路練成会（2019年10月）

練成会グループ（れんせいかいグループ）は、北海道の都市を中心として展開する学習塾チェーン。

## 概要
北海道では進学会（北大学力増進会、本社：札幌市）、秀英予備校（本社：静岡市）と並ぶ学習塾業界の三大勢力であり、2022年現在北海道内の学習塾としては最大の生徒数（公称約2,4000名）を誇る。
元々は帯広畜産大学向けの受験指導を行う塾として1977年に帯広市にて創業。歴史的経緯から、法人としては札幌市以外の道内各都市における教室運営を担当する「株式会社れんせい」と、既に存在した別の学習塾を買収する形で設立された札幌市内の教室運営を担当する「株式会社練成会」（旧：株式会社札幌セミナー）の2社に分かれた形となっているが実質的には両社が一体となった運営が行われている。当時既に札幌市内には「北大錬成会」という別の学習塾が存在したため、そことの混同を避ける意味合いもあった。
ナガセと業務提携しているため、自社講師による教室以外に、東進衛星予備校を開設、全国模試についても、ナガセの「全国統一小学生テスト」「全国統一中学生テスト」に参加している。
2010年2月に練成会グループにおける名称統一のため、「札幌セミナー」が「札幌練成会」へ名称変更、後に商号も上記の通り変更している。

## 企業情報
- 本社: 北海道札幌市北区北8条西5丁目（株式会社れんせい・株式会社練成会とも同じ住所）
- 代表者: 代表取締役会長　奥山英明

## 沿革
- 1977年6月 - 個人塾として創業
- 1981年 - 帯広に畜大練成会設立
- 1982年 - 北見練成会を設立
- 1984年 - 札幌セミナー設立
- 1985年 - 釧路練成会を設立
- 1988年 - 帯広に、日本初の学習参考書専門書店 合格堂（株式会社ごうかく）を開設。
- 1989年 - 旭川練成会を設立
- 1990年 - 小樽練成会を設立
- 1991年 - 函館練成会を設立
- 1992年 - 苫小牧練成会を設立
- 1993年 - 室蘭練成会を設立
- 1996年 - 岩見沢練成会を設立
- 1998年 - 東北地方に進出、仙台セミナーを設立（現在は仙台練成会[2]）
- 2004年 - ナガセと業務提携し、東進衛星予備校を開始する。
- 2008年 - 四谷大塚NETを開始する。
- 2010年2月 - 札幌セミナーから札幌練成会へ名称変更
- 2013年 - 東北地方に再進出、山形県に山形練成会を開校[3]
- 2014年 - 青森練成会を開校
- 2015年7月 - ベトナムに3校同時開校
- 2017年 - 練成会グループ presents Go!Go!合格ラジオ（AIR-G'）を開始
- 2024年 - 株式会社れんせいが、株式会社教育春秋社から茗渓予備校並びに茗渓塾の全校舎を譲受[4]

## 授業
- 本部教室と小教室がある。本部校は、自社物件が多い。
- 授業コースとしては、特選・選抜・練成の3つがあり、特選は本部のみの設定している。1週分の授業を集中して行う「土曜コース」も開設している本部もある。
- 中学生の授業時間は、数・英が100分、社・理が50分の本部が多い。

## 合格実績
- 中学部2010年度
  - 道内9地区 公立各トップ高校（帯広柏葉高校、北見北斗高校、釧路湖陵高校、旭川東高校、小樽潮陵高校、函館中部高校、苫小牧東高校、室蘭栄高校、岩見沢東高校）定員合計2,339名中1072名、合格占有率45%
  - 私立難関高校 函館ラ・サール高等学校58名、函館白百合学園高等学校 (LB) 17名、遺愛女子高等学校（特進）68名、立命館慶祥高等学校134名
  - 国立高専 函館高専90名、旭川高専109名、釧路高専29名、苫小牧高専45名

## グループ会社
- 株式会社れんせい - 道内各地に練成会59校、東進衛星予備校9校、計68校を運営し、そのほか個別指導「3.14…」なども運営している。首都圏においても茗渓予備校並びに茗渓塾を運営している。
- 株式会社練成会 - 札幌市とその近郊の都市に39の教室にある。最近は塾統（練成会のテスト）を共同で実施している。
- 株式会社ごうかく - 1988年に帯広市に日本初の学習参考書専門書店として開設した。
- キョウリョク株式会社 - 2018年、東京地区へ塾事業を展開するために設立。わずか1年ほどで撤退。現在は外国人の就労支援コンサルテイング事業を展開。

## 入試速報
- 2006年までSTV（札幌テレビ）で、北海道の入試受験日に放送していたが、2009年からUHB（北海道文化放送）で放送を再開している。